# Basílica Opimia

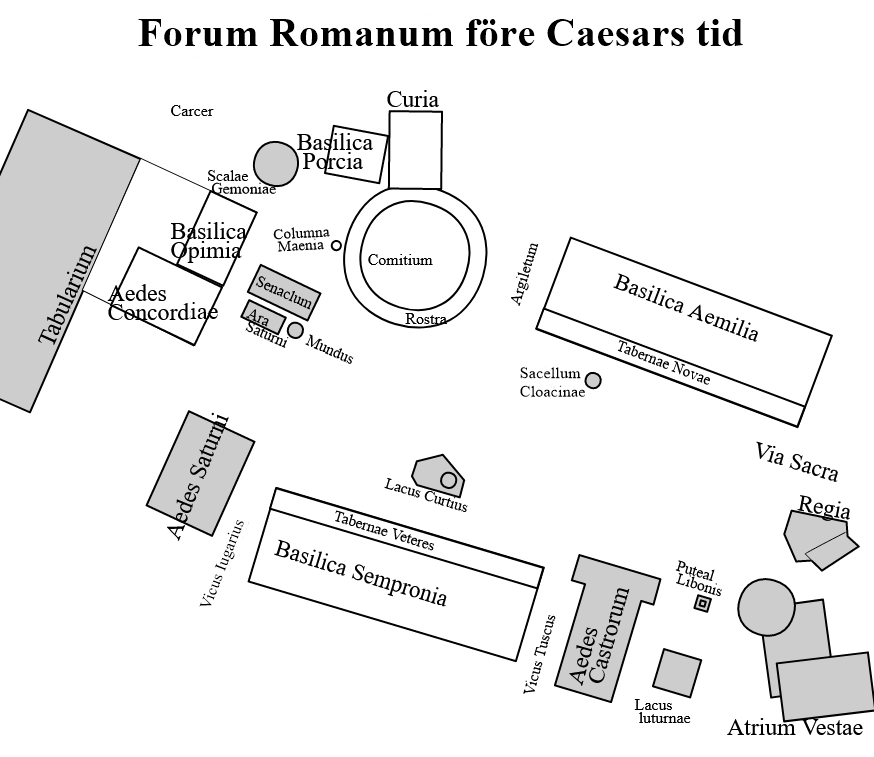
plano del Foro de Roma antes de César en el que se ve la basílica Opimia arriba a la izquierda

La basílica Opimia era una de las tres basílicas civiles del Foro Romano de época republicana, junto con la basílica Porcia y la basílica Emilia (que es la única superviviente).
Se construyó en el año 121 a. C. junto al templo de la Concordia. Debe su nombre a Lucio Opimio, que costeó la construcción, al igual que la del templo vecino. La basílica debió ser derribada para permitir el agrandamiento del templo de la Concordia en época de Tiberio (7 a. C.-10 d. C.), ya que no hay más testimonios de ella desde entonces.